# Chiesa dei Santi Simone e Giuda Taddeo (Quarrata)
La chiesa dei Santi Simone e Giuda Taddeo a Santallemura si trova presso Quarrata, in provincia di Pistoia.

## Storia e descrizione

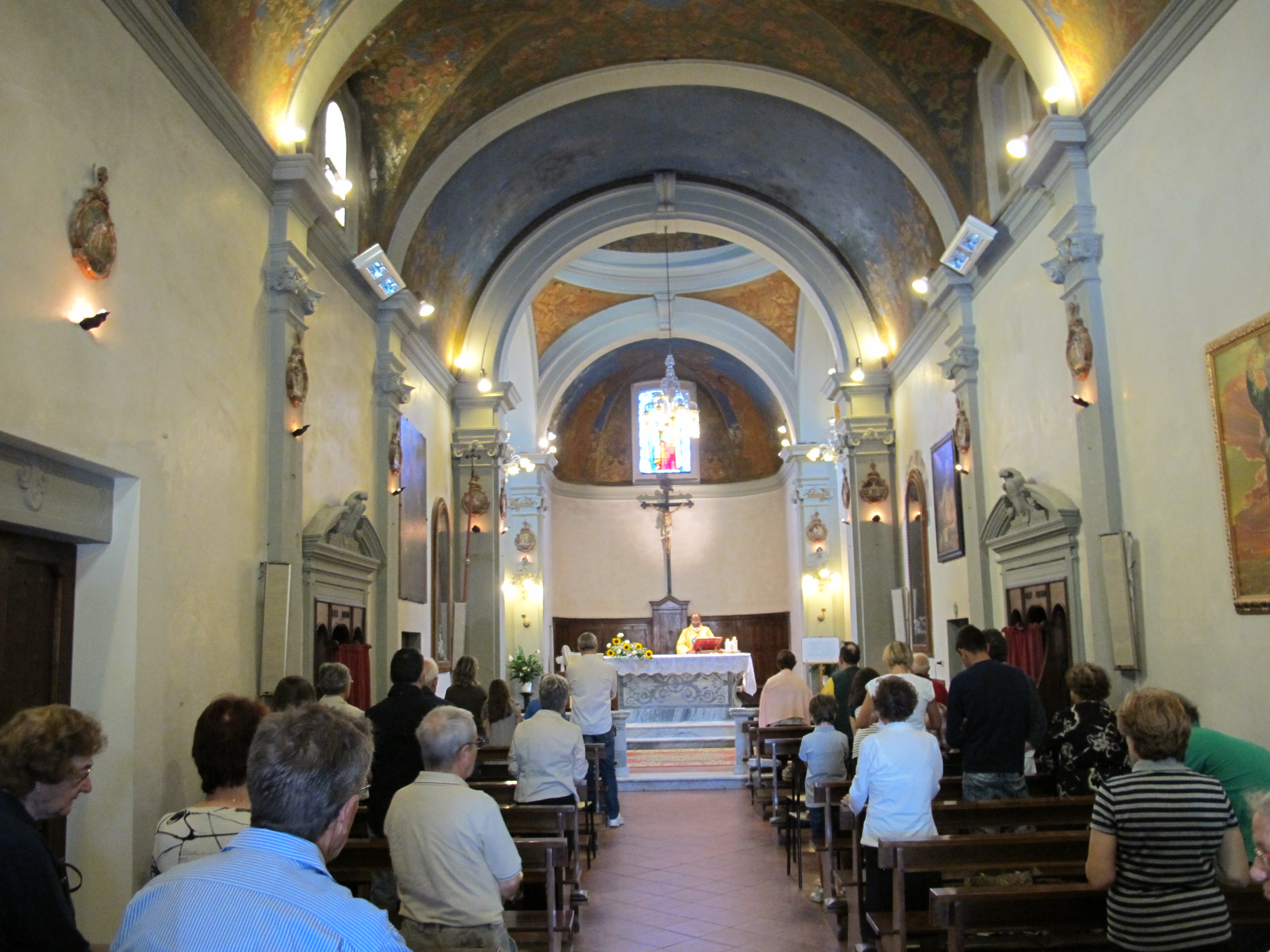
Interno

Registrata nelle decime, come dipendenza della Pieve di Quarrata già nel 1312 e fino al 1428, come risulta dalle decime della diocesi. In origine era intitolata al solo santo Simone, la doppia intitolazione, è registrata per la prima volta nel 1447 in concomitanza con la visita del vescovo Donato De' Medici.
Ha avuto due importanti interventi di ricostruzione e rifacimento, il primo nel 1640 ed il secondo nel 1910. L'interno è decorato nel soffitto della navata, del transetto e dell'abside da Fabio Casanova.